# Form 10-K
Form 10-K ist die Bezeichnung für einen von der US-Börsenaufsichtsbehörde Securities and Exchange Commission (SEC) vorgeschriebener Jahresbericht in standardisierter Form (SEC Filing).
Im Gegensatz zum Geschäftsbericht (annual report to shareholders), der oft bunt auf Hochglanzpapier gedruckt wird, ist Form 10-K schlicht und streng genormt. Er enthält Angaben zu Firmengeschichte, zur Struktur, zum Gehalt der Vorstände, zu Tochtergesellschaften und einen genormten Jahresabschluss. Unternehmen mit einem Vermögen von mehr als 10 Millionen US-Dollar und mehr als 2000 Anteilsbesitzern müssen –  ob sie Aktiengesellschaften oder nicht frei gehandelte Unternehmen sind – einen Bericht nach Form 10-K abgeben. Alle Form-10-K-Berichte sind über die EDGAR-Datenbank der SEC durchsuchbar.
Zusätzlich zur jährlichen Form 10-K müssen die Unternehmen für die ersten drei Quartale die Form 10-Q ausfüllen. Wenn im letzten Quartal, vor Abgabe des Jahresberichts, etwas Wichtiges geschieht, wie z. B. ein Bankrott, muss die Form 8-K ausgefüllt werden.
Der Name Form 10-K stammt aus den Code of Federal Regulations (CFR) nach dem Securities Exchange Act von 1934.
| Abschnitt | Überschrift (englisch)                                                                                       | enthält                                                                                        |
| --------- | --- | ---------------------------------------------------------------------------------------------- |
| 1         | Business | Übersicht über das Unternehmen, Geschäftsumfeld                                                |
| 1A        | Risk Factors                                                                                                 | Risikofaktoren (Abhängigkeit von der ökonomischen Entwicklung, Risiken der Geschäftsstrategie) |
| 1B        | Unresolved Staff Comments                                                                                    | /                                                                                              |
| 2         | Properties                                                                                                   | Anzahl der Werke & Büros                                                                       |
| 3         | Legal Proceedings                                                                                            | Anhängige Verfahren                                                                            |
| 4         | Mine Safety Disclosures                                                                                      | nur bei Bergbauunternehmen                                                                     |
| 5         | Market for Registrant’s Common Equity, Related Stockholder Matters and Issuer Purchases of Equity Securities | Entwicklung des Börsenkurses                                                                   |
| 6         | Selected Financial Data                                                                                      | Gewinn- und Verlustrechnung                                                                    |
| 7         | Management’s Discussion and Analysis of Financial Condition and Results of Operations                        | Analyse des Betriebsergebnisses                                                                |
| 7A        | Quantitative and Qualitative Disclosures About Market Risk                                                   | Zahlenmäßige Risikobewertung                                                                   |
| 8         | Financial Statements and Supplementary Data                                                                  | Ausführliche Bilanz                                                                            |
| 9         | Changes in and Disagreements With Accountants on Accounting and Financial Disclosure                         | /                                                                                              |
| 9A        | Controls and Procedures                                                                                      | Bewertung des Corporate-Governance-Systems                                                     |
| 9B        | Other Information                                                                                            | Weitere Informationen                                                                          |
| 10        | Directors, Executive Officers and Corporate Governance                                                       | Management (Lebensläufe)                                                                       |
| 11        | Executive Compensation                                                                                       | Entlohnung des Managements                                                                     |
| 12        | Security Ownership of Certain Beneficial Owners and Management and Related Stockholder Matters               | Aktienbesitz des Managements                                                                   |
| 13        | Certain Relationships and Related Transactions, and Director Independence                                    | Offenlegung von Transaktionen der Manager                                                      |
| 14        | Principal Accounting Fees and Services                                                                       | Kosten der Wirtschaftsprüfung                                                                  |
| 15        | Exhibits, Financial Statement Schedules                                                                      | Nächster Termin                                                                                |

Die Abschnitte 10–14 werden oft zusammen behandelt.